# لويس كارو بندر
لويس كارو بندر هو سياسي عراقي، ولد في 1954.